# Moutiers-sous-Chantemerle
 Moutiers-sous-Chantemerle  es una población y comuna francesa, en la región de Poitou-Charentes, departamento de Deux-Sèvres, en el distrito de Parthenay y cantón de Moncoutant.

## Demografía
| 967 | 880 | 825 | 744 | 714 | 654 |
| Para los censos de 1962 a 1999 la población legal corresponde a la población sin duplicidades (Fuente: INSEE [Consultar]) |     |     |     |     |     |